# Malédiction d'amour

Malédiction d'amour (sau Cine iubește și lasă) este un album al cântăreței de muzică populară Maria Tănase. Melodiile au fost înregistrate în România între anii 1955 și 1957, și au fost restaurate la Misiak Mastering, Hamburg, de către inginerul Torsten Lenk, producător fiind Till Schumann sub licenta Electrecord.

## Detalii ale albumului
- Gen: Folclor
- Stil: Folclor
- Limba: Română/franceză
- Sunet: Stereo
- Casa de discuri: Oriente Musik  Arhivat în 26 ianuarie 2010, la Wayback Machine.
- Catalog #: RIENCD22  Arhivat în 26 ianuarie 2010, la Wayback Machine.
- Data lansării: 01/12/2000

## Lista pieselor
- 01 - Lunca, lunca (Meadow, meadow)   [3:23]
- 02 - Bun ii vinul ghiurghiuliu (Good rosy wine)   [3:40]
- 03 - Lume, lume (World, oh world)   [4:29]
- 04 - Am iubit și-am să iubesc (I have loved and will again)   [2:30]
- 05 - La Malédiction d'amour (He who loves and lets go)   [3:25]
- 06 - Danse Montagnarde (Hey, lover of mine)   [2:12]
- 07 - Tiens, tiens, tiens et na! (Just for fun)   [2:29]
- 08 - 'Doina (Doina from Dolj)   [5:50]
- 09 - Pâna când nu te iubeam (Before I fell in love with you)   [4:11]
- 10 - Lung îi drumul Gorjului (It's a long way to Gorj)   [3:26]
- 11 - Pe deal pe la Cornatel (Up the hill at Cornatsel)   [2:14]
- 12 - Doda, doda (Sister, sister)   [4:34]
- 13 - Uite dealu, uite via (There's the hill, there's the vineyard)   [2:55]
- 14 - Trei focuri arde pe lume (Three fires is burning in the world)   [4:30]
- 15 - Cat îi Maramureșul (Large as Maramuresh)   [4:04]
- 16 - Un țigan avea o casă (Gipsy man who had a house)   [3:52]
- 17 - Cântec de leagăn (Lullaby)  [4:53]